# Ophrys fuciflora oxyrrhynchos
L'ofride dei fuchi (Ophrys fuciflora subsp. oxyrrhynchos (Tod.) Soó, 1927)  è una pianta  appartenente alla famiglia delle Orchidacee. Cresce esclusivamente in Sicilia e in Italia meridionale.

## Descrizione
È una pianta erbacea alta da 10 a 40 cm, con foglie oblungo-lanceolate e brattee ovato-lanceolate, concave, giallo-verdastre.

L'infiorescenza raggruppa da 3 a 10 fiori, con sepali sfumati di rosa o di rosso e petali da bianco a porpora. Il labello ha un colore da bruno-giallastro a bruno-rossastro, e presenta una macula grigio-violacea bordata di bianco, a forma di X,  e una appendice apicale da giallo a bruno-rossastra. Il ginostemio è bianco, con apice lungo e acuminato.
Fiorisce da fine marzo a metà maggio.

## Distribuzione e habitat
È una specie endemica della Sicilia, sporadicamente presente anche in Italia meridionale (Calabria, Basilicata e Puglia).
Cresce nei pascoli magri e nelle garighe, fino a 1300 m di altitudine, prediligendo i
terreni calcarei ed asciutti.

## Tassonomia

### Sinonimi
- Ophrys oxyrrhynchos Tod.
- Ophrys celiensis (O.Danesch & E.Danesch) P.Delforge
- Ophrys holoserica subsp. celiensis (O.Danesch & E.Danesch) O.Danesch & E.Danesch
- Ophrys holoserica subsp. oxyrrhynchos (Tod.) H.Sund.
- Ophrys oxyrrhynchos subsp. celiensis (O.Danesch & E.Danesch) Del Prete
- Ophrys oxyrrhynchos subsp. ingrassiae Dura, Turco, Gennaio & Medagli

### Ibridi
- Ophrys × sicana H.Baumann & Künkele, 1986 (Ophrys sphegodes subsp. lunulata × O. fuciflora oxyrrhynchos)